# Hermano de Reichenau
Hermano de Reichenau, O.S.B. (em latim: Hermannus Contractus ou Hermannus Augiensis; em alemão:  Hermann von Reichenau; Altshausen, 18 de julho de 1013 – 24 de setembro de 1054), dito o Aleijado, foi um acadêmico, compositor, teórico musical, matemático e astrônomo do século XI. Compôs a oração mariana Alma Redemptoris Mater e também o "Salve Rainha". Foi beatificado ("cultus confirmed") em 1863.

## Biografia
Hermano nasceu em 1013, era filho de um conde (earl) de Altshausen e foi acometido pela paralisia infantil ainda criança. Tinha ainda o palato fendido, paralisia cerebral e, diz-se, espinha bífida. Baseado nas evidências, porém, estudos mais recentes indicam que Hermano provavelmente tinha ou esclerose lateral amiotrófica ou atrofia muscular espinal. Seja como for, Hermano tinha grandes dificuldades para se movimentar e mal podia falar. Aos sete, foi colocado num mosteiro beneditino por seus pais, que já não conseguiam mais cuidar dele. Em meio aos monges, cresceu e desenvolveu grande paixão pela teologia e pelo mundo à sua volta.
Aos vinte, Hermano tornou-se monge e passou o resto de sua vida na Abadia de Reichenau, que fica numa ilha no Lago Constança. Contribuiu para as quatro artes do quadrivium e era um renomado compositor (entre suas obras sobreviventes estão ofícios em homenagem a Santa Afra e São Wolfgang). Escreveu um tratado sobre a ciência da música, diversas obras sobre geometria e aritmética, além de tratados sobre astronomia (incluindo instruções para a construção de um astrolábio, na época uma grande novidade na Europa ocidental). Como historiador, escreveu uma detalhada crônica abrangendo o período entre o nascimento de Cristo e sua época, compilando numa única obra pela primeira vez os eventos do primeiro milênio até então espalhados em diversas crônicas, ordenando-os de acordo com os anos da era cristã. Um de seus discípulos, Bertoldo de Reichenau, continuou-a.
Hermano era fluente em várias línguas, incluindo o árabe, grego e o latim. Também construiu instrumentos musicais e instrumentos astronômicos e ficou famoso por suas poesias. Quando ficou cego no final da vida, começou a escrever hinos, sendo o "Salve Rainha" ("Salve Regina") o mais conhecido deles.
Hermano morreu em Reichenau em 24 de setembro de 1054. A Igreja Católica o reconheceu como beato em 1863.

## Trabalhos

### Historiografia
- Chronicon: Entre suas obras como historiador, destaca-se a crônica mundial Chronicon, escrita em latim e retratando a época do nascimento de Cristo até o ano de 1054. Nele, ele inclui não apenas a si mesmo, seu nascimento e início da escola, mas também sua história familiar na história contemporânea. Após a morte de Hermann, sua crônica mundial foi continuada a seu pedido por seu aluno Berthold von Reichenau até 1080.[8]
- Gesta Chuonradi et Heinrici imperatorum provavelmente não preservado; provavelmente foram apenas acréscimos à Gesta Chuonradi.

### Música
- Musica: A teoria musical que ele desenvolveu está expressa na obra Musica.
- Sequências:

1. Sequentia de beata Maria virgine (Oesch, p. 145: a autoria de Hermann dificilmente provável; também atribuída a Heinrich, o professor de Gottschalk; também traduzido para o alemão desde o século XII)
2. Grates honos hierarchia
3. Rex regum Dei Agne
4. Benedictio trinae unitati
5. Exurgat totus almiphonus

- Antífonas: As antífonas Alma redemptoris mater e Salve Regina são frequentemente atribuídas a ele.
- Histórias:

1. Afra-Officium, ed. Brambach 1892.

### Astronomia / Matemática
A crônica de Hermann foi continuada por seu aluno Berthold von Reichenau, que nela também descreve a vida de Hermann e seu trabalho científico, infelizmente apenas em resumo e incompleto. Em seguida, houve trabalhos sobre computação, mês lunar, eclipse lunar, geometria e o relógio de sol (Die Chronik Berthold von Reichenau. Segunda versão, 1054). As principais que foram preservadas são:
1. De mensura astrolabii
2. De utilitatibus astrolabii
3. Epistula de quantitate mensis lunaris
4. De horologio viatorum
5. Abbreviatio compoti cuiusdam idiotae
6. Prognostica de defectu solis et lunae
7. De conflito Rythmimachiae
8. Qualiter multiplicationes fiant in abaco

Nos textos (1) e (2), Hermann usa as informações sobre o astrolábio que estavam à sua disposição para criar um texto de alta qualidade sobre construção. O texto (4) é a descrição de um relógio de sol portátil. Os textos foram editados pelo monge beneditino Bernhard Pez em 1721 e atribuídos a Hermann, o Manco. O texto (2) foi editado por Nikolaus Bubnow, mas Gerbert d'Aurillac foi citado como um possível autor.
Os escritos (3), (5) e (6) contêm o exame da computística de Hermann. Em (3), ele calcula a duração do mês lunar e chega ao resultado exato.
(5) fornece uma visão geral concisa e semelhante a um manual de computação e (6) um tratado sobre eclipses solares e lunares. Com a definição clara da relação astronômica lua-sol que leva a um eclipse, e seu cálculo, ele está entrando em um novo território. Os textos (5) e (6) foram editados por Nadja Germann em seu livro De Temporum Ratione.
(8) Qualiter multiplicationes fiant in abaco é um guia para alunos de aritmética com o ábaco, multiplicação e divisão (Capítulos I - V). Isso é seguido por regras de conversão para as frações romanas, de as para calcus (Capítulo VI-VII). O manuscrito foi editado pelo professor de matemática de Karlsruhe Peter Treutlein. Martin Hellmann editou o texto com uma tradução para o alemão em seu livro Hermann der Lahme. Acadêmico e poeta (1013-1054).
O texto (7) sobre o jogo musical / matemático medieval, a Rhythmomachia, também deve ser contado entre as obras científicas. Embora abranja apenas algumas páginas, mostra um profundo conhecimento do jogo e das teorias subjacentes, em particular a Deinstitucional arithmetica de Boécio.

### Poesia
- Opusculum Herimanni de octo vitiis principalibus: poema didático dirigido às freiras sobre os oito vícios principais (1722 versos); Nova edição: Hermann, o Manco, Opusculum Herimanni (De octo vitiis principalibus). Introduzido, editado e traduzido por Bernhard Hollick (= textos e imagens de Reichenauer. Volume 14). Heidelberg 2008.
- Versus pro epitaphio matris suae como uma inserção na crônica
- Martyrology: ed. Dümmler 1885.